# Vlaams Welzijnsverbond
Het Vlaams Welzijnsverbond groepeert voorzieningen uit vier sectoren in het welzijnswerk: jeugdhulp en gezinsondersteuning, ondersteuning van personen met een handicap, kinderopvang en ambulante revalidatie.
Het Vlaams Welzijnsverbond vertegenwoordigt 750 voorzieningen/organisaties, samen goed voor een capaciteit van ongeveer 27.000 plaatsen en een tewerkstelling van 30.000 werknemers. Daarnaast is het Vlaams Welzijnsverbond erkend als werkgeversorganisatie en aangesloten bij Verso, Vereniging voor Social Profit Ondernemingen, de intersectorale werkgeversorganisatie voor de socialprofitsectoren in Vlaanderen.

## Missie
Het Vlaams Welzijnsverbond stelt zich tot doel om het recht op welzijn voor iedereen te maximaliseren en daarvoor nieuwe opportuniteiten te creëren. Dat moet leiden naar een meer solidaire samenleving.
De missie zit vervat in vier kernwaarden, die de organisatie naar voor schuift als ethisch kompas:
RESPECT voor de fundamentele rechten van elk individu
SOLIDARITEIT die nodig is om welzijn te garanderen voor iedereen
VERBINDING met al wie inzet op welzijn
ENGAGEMENT om noden aan te kaarten en kwaliteit van leven te bepleiten.
Het Vlaams Welzijnsverbond ondersteunt zijn leden in welzijnsgericht ondernemerschap en treedt op als hun belangenbehartiger, in de eerste plaats tegenover de Vlaamse overheid, maar ook tegenover andere partners in de non-profit-sectoren.

## Geschiedenis
Het Vlaams Welzijnsverbond werd in 1999 opgericht en is gegroeid uit het samengaan van drie aparte werkgeversorganisaties: VVJG (Verbond van Voorzieningen in Jeugd- en Gehandicaptenzorg), VMSI (Verbond der Medisch-Sociale Instellingen, dat onder meer actief was in de kinderopvang) en VIW (Verbond van Instellingen voor Welzijnswerk, dat zich onder meer toelegde op vrijwilligerswerk in welzijn). Directeur Frank Cuyt van VVGJ werd meteen de eerste directeur van het Vlaams Welzijnsverbond.
Directeurs:
1995 – 2015: Frank Cuyt
2015 – nu: Hendrik Delaruelle

## Bestuur
Het Vlaams Welzijnsverbond is een ledenorganisatie waarbij inspraak voor de leden centraal staat: via de Raad van Bestuur, de verschillende sectorale directiecomités en thematische commissies en werkgroepen, onder andere rond werkgeverschap, financieel-economisch beleid, kwaliteitsbeleid, medewerkersbeleid, vrijwilligerswerk, ethiek en digitalisering.
Rond actuele thema’s worden de leden bevraagd via ad hoc werkgroepen. Belangrijke beslissingen, zoals interprofessionele akkoorden, worden altijd ter goedkeuring voorgelegd aan de algemene vergadering.
| Periode      | Voorzitter            |
| ------------ | --------------------- |
| ???? - 2003  | Firmin Aerts          |
| 2003 - 2011  | Theo Rombouts         |
| 2011 - 2019  | Jan Renders           |
| 2019 - heden | Chantal Van Audenhove |

## Kenniscentrum en informatie
Het Vlaams Welzijnsverbond fungeert voor zijn leden als kenniscentrum rond de verschillende thema’s die te maken hebben met het welzijnswerk. Externe communicatie verloopt hoofdzakelijk via de elektronische nieuwsbrief De Facto.